# Вида (коммуна)
Вида (нем. Wieda) — бывшая община (коммуна) в Германии, в земле Нижняя Саксония.
Вида существует с XVI века. Входила в состав района Остероде. 1 ноября 2016 года Валькенрид, Вида, и Цорге образовали новую коммуну Валькенрид. Население составляло 1295 человек (на 31 декабря 2015 года). Занимает площадь 6,53 км².
| Год  | Население |
| ---- | --------- |
| 1990 | 1646      |
| 1995 | 1781      |
| 2000 | 1688      |
| 2005 | 1498      |
| 2010 | 1339      |
| 2015 | 1295      |